# Акоре
Ако́ре (каз. Ақөре) — село у складі Бухар-Жирауського району Карагандинської області Казахстану. Адміністративний центр та єдиний населений пункт Акоринської сільської адміністрації.
Населення — 337 осіб (2021; 519 у 2009, 987 у 1999, 1137 у 1989).
Національний склад станом на 1989 рік:
- казахи — 62 %;
- росіяни — 23 %.

До 1993 року село називалось Калінінське.